# ローウェル・ディスカバリー望遠鏡
ディスカバリーチャンネル望遠鏡（ディスカバリーチャンネルぼうえんきょう、Discovery Channel Telescope, DCT）は、アメリカ・アリゾナ州ハッピージャックにある、ローウェル天文台の光学望遠鏡である。ディスカバリーチャンネル(ディスカバリー・コミュニケーションズ)との協力により建設された。
ローウェル天文台のあるフラッグスタッフからは南南東に70キロメートル離れており、ココニノ国有林内、標高2360メートルの地点に位置する。

## 望遠鏡
DCTは様々な観測が可能になるような設計がなされている。第1段階では可視光および近赤外線の撮像と分光を行う装置が搭載される。第2段階である主焦点カメラが完成すれば、満月4つ分の視野を一度に観測することが可能になる。その結果として暗い天体まで高い効率で掃天観測することができる。同時に、リッチー・クレチアン・モードへの切り替えを可能にしているため、月の明るい夜でも効率的に観測を行うことができる。

## 建設
ローウェル天文台とディスカバリー・コミュニケーションズは、2003年2月にDCT建設のための協力を開始した。2004年11月にアメリカ合衆国森林局 (United States Forest Service) から現在の建設地におけるDCTの建設と運用に関する特別な許可が下り、既存の道路の改修が開始された。2005年にはコーニングによる主鏡の製造が完了した。高さ26メートル、直径19メートルの望遠鏡ドームと付属施設の建設は2005年9月に始まった。重さ3トンの主鏡の最終成形と研磨はアリゾナ大学光科学部によって行われた。このプロセスは3年間の予定であったが、2010年6月までずれ込み、設置作業は2011年8月となった。
観測開始(ファーストライト)は2012年7月21日の予定で、当年中の完全運用開始を見込んでいる。

## 研究
DCTは天文学および惑星科学にまたがる幅広い分野の様々な研究に活用される。地球近傍天体や海王星より外側のエッジワース・カイパーベルト天体のサーベイ観測、太陽系外惑星の探査などが予定されている。DCTは銀河系内や系外銀河の星形成領域の観測にも使われる予定である。さらに、連星や原始惑星系円盤の観測も計画されている。